# Храм Апостолов Петра и Павла (Светлоград)
Храм апостолов Петра и Павла — православный храм в городе Светлоград Ставропольского края, принадлежит к Светлоградскому благочинию Ставропольской и Невинномысской епархии.

## История
Инициатива создания данного храма возникла в 1990-е годы у местного предпринимателя Алексея Черниговского. К практической реализации данной идеи приступили лишь в 2000 году.
Храм расположен так, что его видно с любой из дорог на въезде в город, рядом с ним расположен и Парк 35 летия Победы.

## Интересные факты
Епископ Кирилл посетив храм заявил о создании на его базе архиерейского подворья, а в дальнейшем и монастыря. 26 февраля 2019 года было принято решение Священного Синода об открытии монастыря.